# Hervías
Hervías tỉnh và cộng đồng tự trị La Rioja, phía bắc Tây Ban Nha. Đô thị này có diện tích là 14,14 ki-lô-mét vuông, dân số năm 2009 là 153 người với mật độ 10,82 người/km². Đô thị này có cự ly 7 km so với Logroño.